# HD 93129
HD 93129是在船底座星雲中的一顆三合星系統，而且三顆恆星都是高溫的O型星，都屬於銀河系中最亮恆星列表中的恆星。它是船底座OB1星協中，年輕的川普勒14星團的主要成員，其它超明亮的成員還有海山二和WR25。

## 位置

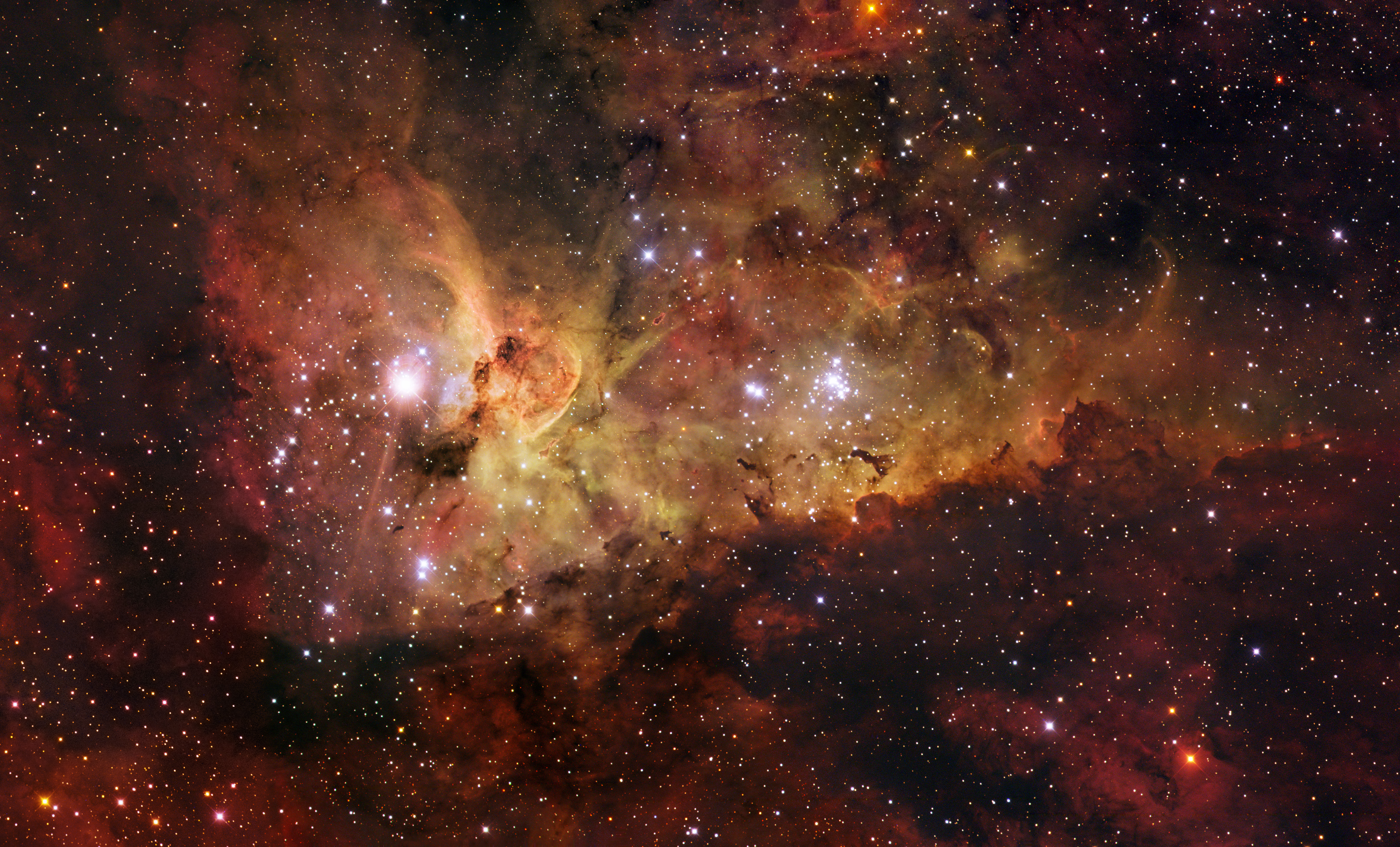
船底座星雲與海山二在左邊，川普勒14就在中間。

HD 93129是在恆星形成區船底座星雲的川普勒14疏散星團中心發現的恆星。它的距離太遠，因此不能使用周年視差法準確的測量其距離，但是海山二和侏儒星雲的精確距離、星團建模以及關於假定在同一區域的其它恆星天體的物理數據，都推導出距離約為2,300秒差距。HD 93129 Aa是最靠近地球的O2超巨星。
這個空間是其它許多巨大和明亮恆星的家。HD 93128是另一顆O3.5的超巨星，距離川普勒14少於24’；HD 93250和HD 93205是在更大的船底座川普勒16星團周圍的另外2顆O3.5型的恆星。還有3顆沃夫–瑞葉星、一顆O4超巨星和許多其它的O型恆星，以及獨特的海山二（船底座η）。

## 系統

星團川普勒14的影像。影像中最亮的是HD 93129，HD 93129B靠得很近，和可以清晰的解析。

HD 93129可以清晰的看出是由兩顆恆星HD 93129A和HD 93129B組成，而HD 93129A本身又由兩顆更近的恆星組成。
HD 93129A經由光譜解析為聯星。這個系統由最亮的恆星主導，但它的伴星也只是暗了0.9星等。HD 93129Aa是一顆O2型的超巨星，Ab是O3.5的主序星。它們之間的角距離從2004年的55mas減少到2013年的27mas，但是還未能定出精確的軌道。
HD 93129B是一顆O3.5主序星，與主星HD 93129A相距3弧秒，視星等暗了1.5等，與HD 93129Ab大致相同。
在5弧秒內又檢測到5顆較暗的星，在紅外線的波段上暗5到7星等。

## 性質
HD 93129所有的3顆恆星都是銀河系最亮的恆星之一；超巨星的主星光度為1,480,000 L☉，其它兩顆的光度也是575,000 L☉。它們也是星系中最熱的恒星之一，超巨星的表面温度约为42,500K，另外兩顆约为52,000K。計算得出恆星的質量在70 M☉和110 M☉之間。
HD 93129Aa已經離開主序帶，估計其年齡在90萬年左右。川普勒14存在於零齡主序帶上的恆星表明其年齡可能小於60萬年。

## 延伸讀物
- Benaglia, P.; Koribalski, B. . Astronomy & Astrophysics. 2004, 416 (1): 171–178. doi:10.1051/0004-6361:20034138.

## 外部連結
- http://jumk.de/astronomie/big-stars/hd-93129a.shtml（页面存档备份，存于）